# Fredrik Norén
Svante Fredrik Norén (i riksdagen kallad Norén i Solberga), född 9 augusti 1825 i Grönahögs församling, Älvsborgs län, död 1 juni 1890 på gården Solberga i Grönahögs församling, var en svensk lantbrukare och riksdagsman.
Norén blev 1857 ägare till gården Solberga, där han var verksam som lantbrukare. Under sin tid som riksdagsman var han ledamot av andra kammaren 1870–1890, invald i Kinds härads valkrets.  I riksdagen skrev han 10 egna motioner bland annat om lån till sänkning av — sjöarna Kalven och Fegen, om utdikningsanslag o Fredrik Norén om restitution av brännvinsskatt vid export av brännvin till Norge.